# فونی
فونی (به ایتالیایی: Fonni) یک کومونه و پیست اسکی در ایتالیا است که در استان نیورو واقع شده‌است.

## خصوصیات
فونی ۱۱۲٫۳۰ کیلومترمربع مساحت و ۴٬۳۷۱ نفر جمعیت دارد و ۱٬۰۰۰ متر بالاتر از سطح دریا واقع شده‌است.

## خواهرخوانده
شهر تمپیو پاوزانیا خواهرخواندهٔ فونی هست.